# 極東サンバ
『極東サンバ』（きょくとうさんば）は、日本の音楽グループであるTHE BOOMが発表した6枚目のスタジオ・アルバム。1994年11月21日に発売。

## 解説
通常盤に加え、CDケースを縦に2つ並べた大きさのハードカバー・デジパック（歌詞ブックレット封入）仕様の初回限定盤も同時発売。本作はオリコンチャートTOP10入り。THE BOOMのオリジナル・アルバムとして最もヒットしたアルバム。
「島唄」ヒット後のTHE BOOMが傾倒した音楽がブラジル音楽。1994年春に宮沢和史がブラジルを訪れ「THE BOOMでもブラジル音楽をやってみよう」ということで制作された。内容としては前作『FACELESS MAN』の沖縄民謡のような楽曲はなく、更に南の音楽（インドネシアのケチャ・ブラジル音楽）の要素を含んだ楽曲でほぼ統一されており、前作から更なる進化を遂げている。しかしながら、前作の「南国のにおい」を残しつつ、極東の地・ブラジルへ行き着いており、完全に路線を変更したわけではない。
一部楽曲で共同音楽プロデューサーとしてクレジットされているCHITO CHANGÓは、チト河内率いるパーカッション・セクションを指している。モーガン・フィッシャーはモット・ザ・フープルの元メンバー。
アルバムに先行して「Berangkat-ブランカ-/carnaval-カルナヴァル-」（7月1日発売）と「帰ろうかな」（10月21日発売）がシングル発売され、いずれもTOP10にランクインするヒットとなった。「風になりたい」は翌年3月24日にシングルカットされ、同様にヒットした。
アルバムが発売された頃、ラジオ番組にゲスト出演した宮沢が「極東サンバ」というタイトルを「よく『極道サンバ』と間違えられる」と話していた。
本作はデジタルリマスターされ、2005年8月3日に再発売。ボーナス・トラックとして「五分後」（シングル「帰ろうかな」C/W曲）と「Vento de amor」（「風になりたい」ポルトガル語ヴァージョン）が収録された。
1996年2月5日に「Samba do Extremo Oriente」というタイトルでブラジルでも発売された。「風になりたい」のポルトガル語ヴァージョンである「Vento de amor」が初めて発表されたのはこのアルバムである。
2021年10月6日、ソニー・ミュージックが1990年代に発表した名盤をアナログ・レコードで再発売する＜GREAT TRACKS 90's CLASSICS VINYL COLLECTION＞企画第1弾として真心ブラザーズ『I will Survive』と共にアナログレコード化（LP2枚組）された。収録曲は2005年盤に基づき各面4曲ずつ収録。カッティングはバーニー・グランドマン。

## 収録曲
CD
| 全作詞・作曲: 宮沢和史。 |                                                                       |          |            |      |
| #                        | タイトル                                                              | 作詞     | 作曲・編曲 | 時間 |
| 1.                       | 「Human Rush」                                                        | 宮沢和史 | 宮沢和史   | 4:22 |
| 2.                       | 「風になりたい」                                                      | 宮沢和史 | 宮沢和史   | 3:39 |
| 3.                       | 「TOKYO LOVE」                                                        | 宮沢和史 | 宮沢和史   | 3:38 |
| 4.                       | 「Far East Samba」                                                    | 宮沢和史 | 宮沢和史   | 5:11 |
| 5.                       | 「帰ろうかな」                                                        | 宮沢和史 | 宮沢和史   | 5:07 |
| 6.                       | 「carnaval－カルナヴァル－」                                          | 宮沢和史 | 宮沢和史   | 3:40 |
| 7.                       | 「Poeta」                                                             | 宮沢和史 | 宮沢和史   | 2:24 |
| 8.                       | 「モータープール」                                                    | 宮沢和史 | 宮沢和史   | 5:28 |
| 9.                       | 「東京タワー」                                                        | 宮沢和史 | 宮沢和史   | 4:40 |
| 10.                      | 「It's Glorious」                                                     | 宮沢和史 | 宮沢和史   | 5:52 |
| 11.                      | 「berangkat－ブランカ－」                                             | 宮沢和史 | 宮沢和史   | 6:07 |
| 12.                      | 「10月」                                                              | 宮沢和史 | 宮沢和史   | 4:40 |
| 13.                      | 「それでも気車は走る」                                                | 宮沢和史 | 宮沢和史   | 4:12 |
| 14.                      | 「HAJA CORAÇÃO」                                                      | 宮沢和史 | 宮沢和史   | 4:18 |
| 15.                      | 「五分後」(ボーナス・トラック／2005年再発売・アナログのみ収録)        | 宮沢和史 | 宮沢和史   | 4:55 |
| 16.                      | 「Vento de amor」(ボーナス・トラック／2005年再発売・アナログのみ収録) | 宮沢和史 | 宮沢和史   | 3:48 |
| 合計時間:                | 合計時間:                                                             | 72:01    |            |      |

アナログ盤
| 全作詞・作曲: 宮沢和史。 |                              |          |            |      |
| #                        | タイトル                     | 作詞     | 作曲・編曲 | 時間 |
| 1.                       | 「Human Rush」               | 宮沢和史 | 宮沢和史   | 4:22 |
| 2.                       | 「風になりたい」             | 宮沢和史 | 宮沢和史   | 3:39 |
| 3.                       | 「TOKYO LOVE」               | 宮沢和史 | 宮沢和史   | 3:38 |
| 4.                       | 「Far East Samba」           | 宮沢和史 | 宮沢和史   | 5:11 |
| 5.                       | 「帰ろうかな」               | 宮沢和史 | 宮沢和史   | 5:07 |
| 6.                       | 「carnaval－カルナヴァル－」 | 宮沢和史 | 宮沢和史   | 3:40 |
| 7.                       | 「Poeta」                    | 宮沢和史 | 宮沢和史   | 2:24 |
| 8.                       | 「モータープール」           | 宮沢和史 | 宮沢和史   | 5:28 |
| 合計時間:                | 合計時間:                    | 33:29    |            |      |

| 全作詞・作曲: 宮沢和史。 |                                                                       |          |            |      |
| #                        | タイトル                                                              | 作詞     | 作曲・編曲 | 時間 |
| 1.                       | 「東京タワー」                                                        | 宮沢和史 | 宮沢和史   | 4:40 |
| 2.                       | 「It's Glorious」                                                     | 宮沢和史 | 宮沢和史   | 5:52 |
| 3.                       | 「berangkat－ブランカ－」                                             | 宮沢和史 | 宮沢和史   | 6:07 |
| 4.                       | 「10月」                                                              | 宮沢和史 | 宮沢和史   | 4:40 |
| 5.                       | 「それでも気車は走る」                                                | 宮沢和史 | 宮沢和史   | 4:12 |
| 6.                       | 「HAJA CORAÇÃO」                                                      | 宮沢和史 | 宮沢和史   | 4:18 |
| 7.                       | 「五分後」(ボーナス・トラック／2005年再発売・アナログのみ収録)        | 宮沢和史 | 宮沢和史   | 4:55 |
| 8.                       | 「Vento de amor」(ボーナス・トラック／2005年再発売・アナログのみ収録) | 宮沢和史 | 宮沢和史   | 3:48 |
| 合計時間:                | 合計時間:                                                             | 38:32    |            |      |

## ツアー
本作連動したツアー「極東ツアー」は、11月20日にスタート。翌年3月末まで行われ、約7万人を動員した。